# Алмаз (космическая программа)
«Алмаз» (ОПС 11Ф71) — серия орбитальных пилотируемых станций, разработанных ЦКБМ для задач Министерства Обороны СССР. На орбиту станции выводились с помощью ракеты-носителя 8К82К «Протон». Транспортное обслуживание станции предполагалось как космическим кораблём ТКС 11Ф72, разработанным по той же программе «Алмаз», так и ранее разработанным «Союзом». Станции для пилотируемой эксплуатации получали названия «Салют», смежные с гражданскими станциями ДОС. Всего было запущено 5 станций «Алмаз»—ОПС 11Ф71 — пилотируемые «Салют-2», «Салют-3», «Салют-5», а также автоматические модификации — 11Ф668 «Космос-1870» и «Алмаз-Т».

## История
Работы по созданию станции начались в середине 1960-х годов, в период жёсткого противостояния с США. Станция «Алмаз» разрабатывалась в ОКБ-52 под руководством В. Н. Челомея для решения тех же задач, что и разрабатывавшаяся в то время американская станция MOL (Manned Orbiting Laboratory), то есть для ведения фотографической и радиотехнической разведки и управления с орбиты наземными военными средствами. На станции был установлен телескоп-фотоаппарат «Агат-1» с переменным фокусным расстоянием (до 10 метров) и диаметром основного зеркала 1,9 метра, а также комплекс длиннофокусных фотокамер (14 единиц) для съёмки Земли.
Для защиты от спутников-инспекторов и перехватчиков потенциального противника, а также ввиду потенциального использования космических челноков для похищения с орбиты Земли советских ДОС (долговременных обитаемых станций) «Салют» и ОПС (орбитальных пилотируемых станций) «Алмаз» разрабатывались меры по противодействию враждебной деятельности. Так, «Алмаз» оснащался модифицированной 14,5-мм автоматической пушкой конструкции Нудельмана — Рихтера (система активной обороны «Щит-1») созданной на базе пушки Р-23, на смену которой должна была прийти система активной обороны «Щит-2», состоящая из двух самонаводящихся реактивных снарядов класса «космос-космос». Предположение о «похищениях» основывалось исключительно на открыто объявленных американскими разработчиками челноков габаритах грузового отсека и массе возвращаемой полезной нагрузки Шаттлов, близких к габаритам и массе «Алмазов».
Предполагался переход на станции «Алмаз» второго поколения в вариантах со вторым стыковочным узлом или возвращаемым аппаратом (ВА) 11Ф74 от ТКС 11Ф72. Однако работы по пилотируемым станциям «Алмаз» были прекращены в 1978 году. ЦКБМ продолжало разработку станций ОПС в беспилотном варианте для космической системы радиолокационного дистанционного зондирования Земли 11Ф668 «Алмаз-Т».
Подготовленная к старту в 1981 году автоматическая станция ОПС-4 пролежала в одном из цехов монтажно-испытательного корпуса космодрома Байконур несколько лет ввиду задержек, не связанных с работами по ОПС. 29 ноября 1986 года была предпринята попытка запуска этой станции под названием «Алмаз-Т», оказавшаяся неудачной из-за отказа системы управления РН «Протон».
25 июля 1987 года состоялся удачный запуск автоматического варианта ОПС «Алмаз», который получил обозначение 11Ф668 «Космос-1870». Высококачественные радиолокационные изображения земной поверхности, полученные со спутника, были использованы в интересах обороны и экономики СССР.
31 марта 1991 года модифицированный вариант ОПС со значительно улучшенными характеристиками бортовой аппаратуры был выведен на орбиту под названием «Алмаз-1А».
ОПС «Алмаз-1В» с дальнейшей модификацией бортовой аппаратуры на орбиту не была выведена ввиду тяжёлого состояния экономики после распада СССР и остановки работ по данной программе.

## Технические характеристики
| Стартовая масса                | 18,9 т  |
| Общая длина                    | 11,61 м |
| Максимальный диаметр (по ЭВТИ) | 4,15 м  |
| Внутренний герметичный объём   | 90 м³   |